# Clepto-manie
Clepto-manie è l'album di debutto del gruppo degli Sugarfree, pubblicato nel 2005, l'anno successivo all'enorme successo del singolo Cleptomania.
L'album è stato ristampato nel 2006, con un DVD bonus e alcune nuove tracce.
Nel 2025 l'album è stato ripubblicato sotto forma di Vinile Azzurro Autografato (da tutti i membri della formazione storica in attività dal 2004 al 2008) da Warner Music Italy per celebrare il ventesimo anniversario dall'uscita del primo album della band.

## Tracce
1. Cleptomania
2. Briciola di te
3. Terra e cielo
4. Cromosoma
5. Particolare
6. Pur di averti qui
7. Tu sei tutto per me
8. Tic tac
9. Né con te né senza te
10. Sei così
11. Tutto
12. Ho scelto lei
13. Piacere – traccia fantasma

## Tracce "Repackaging" 2006

### CD
1. Solo lei mi dà - 3,20
2. Inossidabile - 3,40
3. Cleptomania - 3,58
4. Briciola di te - 3,43
5. Terra e cielo - 3,41
6. Cromosoma - 3,17
7. Particolare - 26
8. Pur di averti qui - 3,33
9. Tu sei tutto per me - 3,35
10. Tic Tac - 3,07
11. Ne con te ne senza te - 3,37
12. Sei così - 3,53
13. Tutto - 3,13
14. Ho scelto lei - 4,50
15. Piacere - 3,13

### DVD
1. videoclip
2. backstage
3. backstage live
4. interviste
5. foto

## Tracce Vinile 2025
Lato A
1. Cleptomania
2. Briciola di te
3. Terra e cielo
4. Cromosoma
5. Particolare
6. Pur di averti qui

Lato B
1. Tu sei tutto per me
2. Tic Tac
3. Ne con te ne senza te
4. Sei così
5. Tutto
6. Ho scelto lei

## Formazione
- Matteo Amantia Scuderi - voce
- Carmelo Siracusa - basso
- Giuseppe Lo Iacono - batteria, percussioni
- Luca Galeano - chitarre
- Vincenzo Pistone - tastiere

## Classifiche
| Classifica (2005) | Posizione massima |
| ----------------- | ----------------- |
| Italia            | 21                |